# 京田邊站
京田邊站（日语：／ Kyōtanabe eki */?）是位於日本京都府京田邊市田邊久戶，屬於西日本旅客鐵道（JR西日本）片町線（學研都市線）的鐵路車站。車站編號是JR-H24。此站是京田邊市的代表站。

## 車站構造
本站為島式月台2面3線的地面車站，可擴建至2面4線的構造（但是如今沒有進行2面4線擴建），可停靠7節編組。站內設有跨站式站房，兩個月台與閘外東西各設置2部，共4部升降機。

### 月台配置
| 月台 | 路線       | 方向 | 目的地           | 備註            |
| ---- | ---------- | ---- | ---------------- | --------------- |
| 1、2 | 學研都市線 | 下行 | 四條畷、京橋方向 | 一部分為3號月台 |
| 3    | 學研都市線 | 上行 | 木津方向         | 一部分為2號月台 |

## 使用情況
根據「京都府統計書」，1日平均上車人次如下表。
| 年度   | 一日平均 上車人次 |
| ------ | ----------------- |
| 1999年 | 3,701             |
| 2000年 | 3,753             |
| 2001年 | 4,082             |
| 2002年 | 4,995             |
| 2003年 | 5,411             |
| 2004年 | 5,633             |
| 2005年 | 5,805             |
| 2006年 | 6,063             |
| 2007年 | 6,293             |
| 2008年 | 6,510             |
| 2009年 | 6,315             |
| 2010年 | 6,060             |
| 2011年 | 6,027             |
| 2012年 | 6,044             |
| 2013年 | 6,066             |
| 2014年 | 5,964             |
| 2015年 | 6,112             |
| 2016年 | 6,134             |
| 2017年 | 6,252             |
| 2018年 | 6,304             |

## 相鄰車站
西日本旅客鐵道
 學研都市線（片町線）
■快速、■區間快速、■普通
同志社前（JR-H23）－京田邊（JR-H24）－大住（JR-H25）

## 外部連結
- 京田邊｜車站資訊：JR出門網 - 西日本旅客鐵道